# Rick Vito
Richard Francis Vito (Darby (Pennsylvania), 13 oktober 1949) is een Amerikaanse rock-, pop- en bluesmuzikant (zang, gitaar) en songwriter. Hij maakte tussen 1987 en 1991 deel uit van Fleetwood Mac. Vito nam het over als leadgitarist, nadat Lindsey Buckingham Fleetwood Mac verliet. Hij is vooral bekend om zijn blues- en slidegitaarstijl, met invloeden van onder meer Elmore James, Robert Nighthawk, B.B. King, Alvino Rey, Les Paul, George Harrison en Keith Richards.

## Biografie
Vito is een prominente speler op de albums van Bob Seger sinds 1986. Hij speelde de slide-gitaarsolo op het Bob Seger-nummer Like a Rock. Hij was een langdurig lid van de tourneeband van Bonnie Raitt in de jaren 1990. Rick speelde ook met John Mayall, Jackson Browne, Little Richard, Roger McGuinn, Bobby Whitlock, Dobie Gray, John Fogerty, Delaney & Bonnie, Albert Collins, Dolly Parton, Maria Muldaur en anderen. Vito toert vaak door Europa met zijn eigen band. Hij produceerde de cd Speed of Sound van rockabilly-zangeres Rosie Flores. Zijn cd/dvd-productiesamenwerking Blue Again! met Mick Fleetwood was Grammy Award-genomineerd in 2010. Vito is ook de ontvanger van de W.C. Handy Blues Award. Mojo on My Side werd in 2014 in Europa uitgebracht en in 2015 wereldwijd bij Delta Groove Records met twee nieuwe nummers. Zijn nieuwste cd Soulshaker werd uitgebracht op 5 april 2019. Hij speelde met de Mick Fleetwood Blues Band op het Byron Bay Bluesfest tijdens Pasen 2016.
In 1987 stopte Lindsey Buckingham met Fleetwood Mac, voordat de band aan hun Tango In The Night Tour begon. Fleetwood Mac drummer Mick Fleetwood vroeg Billy Burnette om zich bij de band aan te sluiten als leadgitarist, maar Burnette weigerde mee te doen, tenzij zijn vriend Rick Vito ook lid werd en Vito werd benoemd tot leadgitarist. Fleetwood accepteerde en Rick Vito en Billy Burnette kwamen in september 1987 bij Fleetwood Mac. Vito stopte in november 1991 met Fleetwood Mac om aan een solocarrière te beginnen. Ondanks zijn vertrek uit de band voegde Vito zich bij zijn voormalige bandleden Christine McVie, Mick Fleetwood, Billy Burnette en John McVie om de pre-game show van de Super Bowl XXVII in januari 1993 te spelen. Vito sloot zich later aan bij de Mick Fleetwood Blues Band in 2008 en nam het livealbum Blue Again! op, dat in 2010 werd genomineerd voor een Grammy Award voor «Beste Blues-album».

## Discografie
- 1969: The Wright Brothers (een nog niet uitgebrachte ep met 4 nummers, opgenomen/geproduceerd door collega Neil Kempfer-Stocker; Vito-leadgitaar).

### Fleetwood Mac
- 1988: Greatest Hits - Als gast op gitaar en achtergrondzang op twee nummers
- 1990: Behind the Mask
- 1992: 25 Years – The Chain
- 2002: The Very Best of Fleetwood Mac

### The Mick Fleetwood Blues Band Featuring Rick Vito
- 2008: Blue Again!
- 2016: Live at the Belly Up Tavern

### Soloalbums
- 1992: King of Hearts
- 1998: Pink & Black
- 2000: Lucky Devils
- 2001: Crazy Cool
- 2003: Band Box Boogie
- 2005: Rattlesnake Shake
- 2006: Talk That Talk
- 2009: Lucky in Love: The Best of Rick Vito
- 2014: Mojo on My Side (Europese versie)
- 2015: Mojo on My Side (wereldwijde versie)
- 2019: Soulshaker

### Gastoptredens
- 1972: Something/Anything? – Todd Rundgren
- 1972: Raw Velvet – Bobby Whitlock
- 1973: All I See Is You - Rabindra Danks
- 1975: New Year, New Band, New Company – John Mayall
- 1975: Common Sense – John Prine
- 1975: Change – Spanky and Our Gang
- 1975: Notice to Appear – John Mayall
- 1975: Growing Pains – Jamie Owens
- 1976: A Banquet in Blues – John Mayall
- 1976: Prime Prine – John Prine
- 1976: Street Talk – Bob Crewe
- 1977: Playing to an Audience Of One – David Soul
- 1977: Thunderbyrd – Roger McGuinn
- 1978: Kissin' in the California Sun – Katy Moffatt
- 1978: Randy Richards – Randy Richards
- 1979: High and Outside – Steve Goodman
- 1979: Open Your Eyes – Maria Muldaur
- 1980: Blue Delicacies – Ronnie Barron
- 1980: No More Interviews – John Mayall
- 1982: Fast Times at Ridgemont High (Original Soundtrack) – Various/Jackson Browne
- 1982: Green Light – Bonnie Raitt
- 1982: The Perfect Stranger – Jesse Colin Young
- 1982: Revenge Will Come – Greg Copeland
- 1982: Walk On – Karen Brooks
- 1983: Lawyers in Love – Jackson Browne
- 1983: Tell Me the Truth – Timothy B Schmit
- 1984: Inside the Fire – Rita Coolidge
- 1985: One Heart at a Time – Don Francisco (Christian musician)|Don Francisco
- 1986: Like a Rock – Bob Seger
- 1986: Lives in the Balance – Jackson Browne
- 1987: A Very Special Christmas – Various/Bob Seger
- 1987: Rainbow – Dolly Parton
- 1989: Mystery Girl – Roy Orbison
- 1989: Rock Rhythm & Blues – Various/Christine McVie
- 1990: Gypsy Moon – Troy Newman (Australian singer)|Troy Newman
- 1990: Brent Bourgeois (album)|Brent Bourgeois – Brent Bourgeois
- 1991: The Fire Inside – Bob Seger
- 1992: Born to Rock and Roll – Roger McGuinn
- 1993: Great Days: A John Prine Anthology – John Prine
- 1994: Craig Shoemaker Meets the Lovemaster – Craig Shoemaker
- 1994: Greatest Hits – Bob Seger
- 1994: Meet Me at Midnite – Maria Muldaur
- 1995: It's a Mystery – Bob Seger
- 1995: All Day Thumbsucker Revisited: The History of Blue Thumb Records – Various/John Mayall
- 1996: Not Alone – Thomas Jefferson Kaye
- 1997: The Next Voice You Hear: The Best of Jackson Browne – Jackson Browne
- 1998: Southland of the Heart – Maria Muldaur
- 1998: Thinking About You – Rita Coolidge
- 1999: Extremely Cool – Chuck E. Weiss
- 1999: Steel Cowboys: Bikers' Choice, Vol. 1 – Various/Billy Burnette
- 1999: Lillith Fair Volume 3 – Bonnie Raitt
- 1999: The ABC Years – John Mayall
- 1999: Juke Rhythm – John "Juke" Logan
- 1999: Smooth Sailin' – Marty Grebb
- 2001: Forgive – Rebecca Lynn Howard
- 2002: Nothing Personal – Delbert McClinton
- 2002: Almeria Club – Hank Williams Jr.
- 2002: Fast Girl – The Tractors
- 2002: The Big Night – The Tractors
- 2002: Speed of Sound – Rosie Flores
- 2003: All Night Breakfast – Jonny Neel
- 2004: The Very Best of Jackson Browne – Jackson Browne
- 2009: Trading 8s – Carl Verheyen
- 2009: Man's Temptation – Kermit Lynch
- 2011: Steady Love – Maria Muldaur
- 2012: Donuts and Coffee – Kermit Lynch
- 2014: Ride Out – Bob Seger
- 2015: Slide Guitar Summit – Arlen Roth

### Dvd's
- 1977: (uitgebracht 2010) Rockpalast – Roger McGuinn's Thunderbyrd: West Coast Legends Vol. 4 dvd
- 1988: Fleetwood Mac: Tango in the Night Live dvd
- 2003: Rick Vito In Concert dvd
- 2003: Guitar Heroes In Concert dvd
- 2005: Rick Vito: Complete Slide Guitar dvd
- 2009: Mick Fleetwood Blues Band featuring Rick Vito: Blue Again! dvd

## Filmografie
- 1984: Jealousy (tv) zanger
- 2001: The Last Castle Red Team leader
- 2005: Angel Eyes (songwriter: It's 2 A.M.)
- 2006: Firewall (songwriter en vertolker: She's So Crazy)

- Gemeinsame Normdatei: 134547594
- International Standard Name Identifier: 0000 0000 5518 5146
- Library of Congress Control Number: no98029820
- MusicBrainz: b17dafcb-d0cf-49b2-9fc8-42ed33bba355
- Virtual International Authority File: 56801949
- WorldCat: E39PBJcGrcTj6d8DVqWb6pwgrq